# Каменка (Полянское сельское поселение)
Каменка (до 1948 — Каукъярви, фин. Kaukjärvi) — посёлок в Полянском сельском поселении Выборгского района Ленинградской области.

## Название
Деревня Каукъярви получила название от озера Каукъярви, вдоль которого она расположилась. Озеро, в свою очередь, получило своё название от родового имени Кауко, которое носил один из первых известных обитателей этих мест. 
Зимой 1948 года по решению исполкома Райволовского райсовета местечку Бобочино — части большой деревни Каукъярви, было сохранено прежнее наименование, но через несколько месяцев данное решение было отменено, а всю деревню переименовали в Каменку.
Переименование было закреплено указом Президиума ВС РСФСР от 13 января 1949 года.

## История
Согласно найденным на берегах озера Каукъярви археологическим находкам ученые сделали вывод, что первые обитатели этих мест появились здесь не позднее III-го тысячелетия до нашей эры. По керамическим и каменным предметам доисторической эпохи можно судить, что древнейшее поселение на побережье Каукъярви было постоянным местом проживания первобытного племени.
В исторических летописях название Каукъярви упоминается впервые в 1348 году, когда король Швеции Магнус Эрикссон купил земли Каукъярви у прежнего владельца Лютера Свинакула.
Деревня Каукъярви была большой и самой древней деревней волости, она состояла из ряда небольших деревушек, почти вплотную примыкавших друг к другу. Эти селения носили следующие названия: Хюттиля, Томмила, Уимола, Таамала, Кискола, Келола, Лейстола, Вилликкала, Хяннилоя, Коккола и Талпола. Помимо них юго-восточную часть территории Каукъярви занимало русское дачное селение Бобочино.

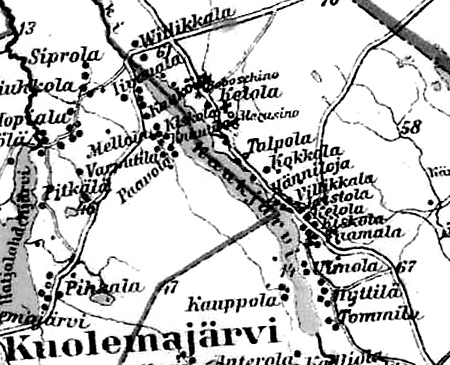
Селения деревни Каукъярви на финской карте 1923 года

До 1939 года деревня Каукъярви входила одной своей частью в состав волости Уусикиркко, а другой — в состав волости Куолемаярви Выборгской губернии Финляндской республики. Согласно переписи населения 1939 года в Каукъярви насчитывалось 159 домов, из них 145 жилых.
Согласно данным 1966, 1973 и 1990 годов посёлок Каменка входил в состав Полянского сельсовета.
В 1997 году в посёлке Каменка Полянской волости проживали 5158 человек, в 2002 году — 8112 человек (русские — 80 %).
В 2007 году в посёлке Каменка Полянского СП проживали 5523 человек, в 2010 году — 8212 человек.

## География
Посёлок расположен в центральной части района на автодороге 41К-083 (Молодёжное — Черкасово).
Расстояние до административного центра поселения — 17 км.
Расстояние до ближайшей железнодорожной станции — законсервированной промежуточной железнодорожной станции Октябрьской железной дороги Куолемаярви на 100,81 км перегона Приветненское — Ермилово линии Зеленогорск — Приморск — Выборг — 8 км. Ближайшая действующая станция — Кирилловское.
Посёлок находится на северо-восточном берегу озера Красавица.

## Демография
| 2002 | 2007  | 2010  | 2017  | 2021  |
| ---- | ----- | ----- | ----- | ----- |
| 8112 | ↘5523 | ↗8212 | ↘4089 | ↗7542 |

## Улицы
Александра Волкова, Воинов Танкистов, Выборгское шоссе, Гвардейская, Героев Отечества, Константина Шестакова, Красносельская, Мира, площадь Михаила Малофеева.